# Feltre
Feltre is een stad in de Noord-Italiaanse regio Veneto, in de provincie Belluno. De stad ligt aan de rivier de Stizzon die enkele kilometers verder samenstroomt met de rivier de Piave. Ten noorden van Feltre ligt het ongerepte Nationaal Park Dolomiti Bellunesi. De Romeinen stichtten de stad onder de naam Feltria, maar waarschijnlijk was de zone al daarvoor bewoond. Gedurende de Middeleeuwen behoorde Feltre lange tijd toe aan de Republiek Venetië.
In de Eerste Wereldoorlog lag in Feltre een Oostenrijks vliegveld. Het Flik 60J opereerde vanuit Feltre.
Feltre is verdeeld in een onder- en een bovenstad. Het oudste deel, de bovenstad, is nog omgeven door muren. Karakteristiek voor de stad zijn de arcadegalerijen. Het Piazza Maggiore is het hart van de stad, hieraan staat het stadhuis en een zuil met daarop de leeuw van Venetië.
Een belangrijk jaarlijks terugkerend evenement in Feltre is de Palio. Sinds 1979 strijden vier stadsdelen iedere zomer om de overwinning.

## Geboren
- Vittorino da Feltre (1378-1446), humanist en leraar
- Enrico dal Covolo (1950), geestelijke en bisschop
- Davide Malacarne (1987), wielrenner
- Alberto Cecchin (1989), wielrenner
- Alex Turrin (1992), wielrenner

## Afbeeldingen

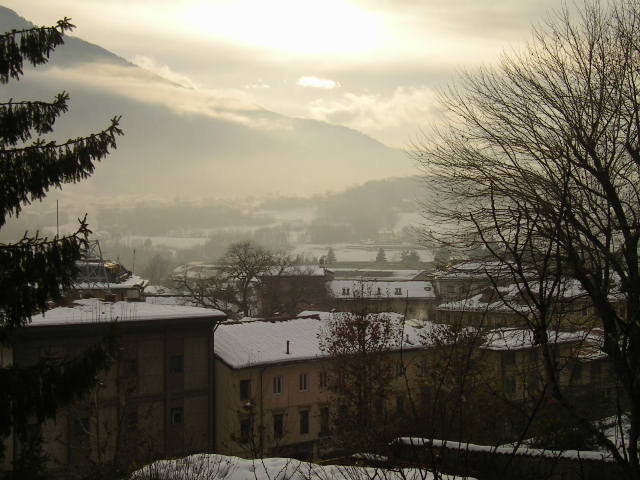
Zicht op Feltre
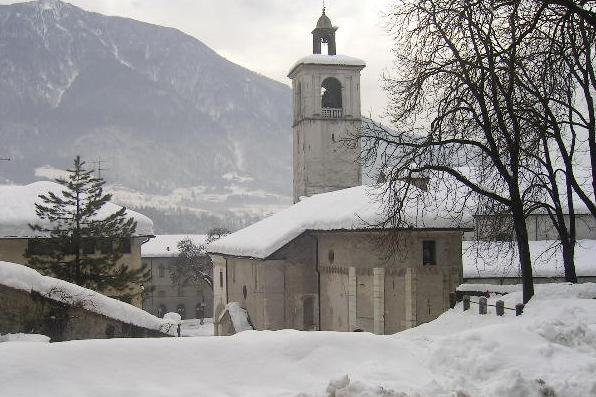
Dom van Feltre
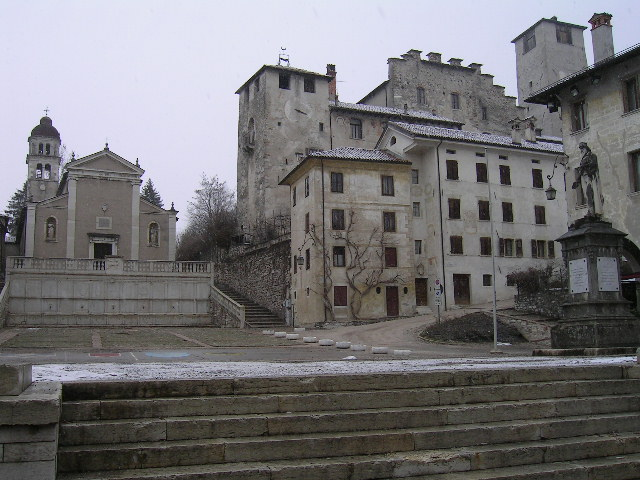
Kerk San Rocco